# Polizzi Generosa
Polizzi Generosa (Pulizzi en siciliano) es una ciudad de 4.142 habitantes en la provincia de Palermo. Es parte del parque Madonie.

## Historia
El sitio en el que se encuentra la localidad de Polizzi Generosa ha sido habitado desde el siglo VI a. C. como documentan los hallazgos arqueológicos, incluida una moneda de la ciudad de Himera (Contino, 1986). Restos púnicos en zonas urbanas fueron estudiados por Sardo-Spagnuolo (1942). Una necrópolis de la edad clásica y helenística fue descubierta por Contino (1986), quien señala descubrimientos arqueológicos realizados en 1978 y 1980. Más tarde, la necrópolis helenística salió a la luz durante la construcción de un nuevo instituto técnico para Agrimensores (Tullio, 1993) y todo lo que allí se encontró se exhibe hoy en el museo local. En el siglo IV a. C., la aldea, debido a su posición estratégica en la frontera entre los dominios púnicos y los de Siracusa, seguramente tenía una guarnición militar estable y una fortaleza a cargo de milicianos mercenarios de Campania, como lo demostraría el descubrimiento de un tabuco monetario en la década de 1950 (Cutroni Tusa, 1970). Ruinas romanas están bien documentadas por Contino (1986). El nombre Polizzi derivaría de la palabra griega Polis (ciudad), lo que surge tanto de la forma gráfica Bulis utilizada por el geógrafo Al Idrisi, como de la documentación de época romana, en que aparece con los nombres de Polis, Polic, etc., latinizados en Politium y Policium. De la misma forma en que el topónimo bizantino Milas (antiguamente Milai) se transformó en Milazzo, así Polis terminó siendo Polizzi. Según otra tesis, la ciudad habría tomado su nombre de una homónima familia noble (también mencionada como Palizzi, Palici y Palizzolo), muy poderosa en Sicilia en el siglo XIV. En realidad, el topónimo Polizzi es anterior al apellido de dicha familia de origen normando, cuyos integrantes revistieron cargos importantes, entre ellos los de capitanes de justicia, miembros de las compañías de los Bianchi de Monte San Giuliano y de Catania, de la Paz de Palermo, de la orden de los caballeros de San Juan de Jerusalén. Durante los reinados de Pedro II de Aragón (de 1337 a 1342) y de su hijo Luis (1342 - 1355), los Polizzi lideraron junto con los Chiaramonte la facción Latina que se oponía a la de los Catalanes. Según el historiador Amari (1880), el emplazamiento de Polizzi se identificaría con la Ciudad del Rey (Basileopolis) de los documentos bizantinos y árabes, edificada en el año 880. Durante el período de los reyes Normandos la ciudad prosperó, ingresando a la zona de influencia real. En este período se desarrolló un suburbio que tomó su nombre de la pequeña iglesia de San Pedro Extramuros, de la que quedan algunos vestigios (Contino, 1993). La decadencia de la ciudad comienza con la peste de 1575-76 que diezma la población. A finales del siglo XIX volvió a florecer, como lo demuestra la presencia de diversas actividades comerciales (Contino, 1994).

## Arte
El gran escultor Domenico Gagini de Bissone el 11 de abril de 1482 se comprometía a esculpir el monumento a San Gandulfo.

## Personalidades vinculadas a Polizzi Generosa
- Gandolfo Sacchi (Binasco, 1200 - Polizzi Generosa, 1260), religioso, beatificado.

## Ciudadanos distinguidos
Proceden de Polizzi Generosa varias familias siciliano-estadounidenses, como las de los directores de cine Martin Scorsese y Anthony Scarpa, y la del actor Vincent Schiavelli. Schiavelli fue también autor de libros de cocina y muchas de sus recetas son de esta región, su libro reúne anécdotas y recetas de la región. Al morir fue enterrado en Polizzi.
- Mariano Rampolla del Tindaro (cardenal, Secretario de Estado de León XIII)
- Giuseppe Antonio Borgese, famoso escritor, periodista y crítico literario.
- Vincent Schiavelli (actor)
- Domenico Dolce (diseñador)
- Martin Scorsese (director)
- Salvatore Contino (pintor)
- Domenico Pagano (Escultor)

## Evolución demográfica
| Gráfica de evolución demográfica de Polizzi Generosa entre 1861 y 2001 |
|                                                                        |
| Fuente ISTAT - Elaboración gráfica por parte de Wikipedia              |